# Bertalan Széchényi

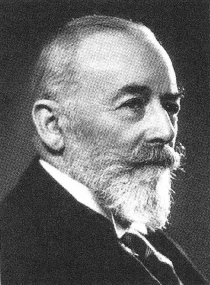
Bertalan Széchényi

Bertalan Graf Széchényi von Sárvár und Felsővidek (* 24. Oktober 1866 in Sopron; † 3. Juni 1943 in Budapest) war ein ungarischer Politiker und Präsident des Oberhauses.

## Leben
Bertalan Széchenyi wurde in eine alte ungarische Adelsfamilie geboren. Nach Besuch der Schule in Pozsony studierte Széchényi Jura in Budapest und besuchte die Wirtschaftsakademie in Magyaróvár. Er unternahm eine weite Reisen nach Westeuropa, Afrika und Kleinasien und kehrte danach auf seine Güter in Ungarn zurück. 1893 wurde er von König Franz Joseph I. zum Mitglied des Magnatenhauses ernannt, dessen Schriftführer er bis 1912 war. Von 1912 bis 1917 war er Vizepräsident des Magnatenhauses. 1916 wurde er zum Geheimrat ernannt. Nach Gründung des Oberhauses 1927 wurde er dessen Vizepräsident und war von April 1935 bis zu seinem Tode Präsident des Oberhauses.